# Неборак Віктор Володимирович
Ві́ктор Володи́мирович Небора́к (нар. 9 травня 1961, селище Івано-Франкове, Яворівський район, Львівська область) — український поет, прозаїк, літературознавець, перекладач, есеїст. Один із засновників літературної групи «Бу-Ба-Бу» (17 квітня 1985, Львів). Член Національної Спілки письменників України (від вересня 1991 року). Член Асоціації українських письменників (від лютого 1997 року). Старший брат музиканта Олександра Неборака.

## Життєпис
Народився 9 травня 1961 року у селищі Івано-Франкове Яворівського району, Львівської області родині Володимира Тимофійовича та Петрунелії Михайлівни (з Карвацьких) Небораків. Батько, родом з Черкащини, працював у Львові майстром з ремонту трамвайних колій, згодом виконробом на будівництві. Мати, походила з Янова, працювала головним бухгалтером трамвайно-тролейбусного депо № 1 Львівського трамвайно-тролейбусного управління, що на вулиці Городоцькій. 
1963 року родина переїхала до Львова та оселилися на вулиці 16 Квітня. Віктор спершу навчався у Львівській середній загальноосвітній школі № 44, де закінчив два класи. У 1970 році батько отримав квартиру у новозбудованій п'ятиповерхівці на вулиці Керченській і Віктор продовжив навчання у Львівській середній загальноосвітній школі № 49 на тодішній вулиці Брюсова. Навчався в одному класі з Андрієм Саєнком (1961—2025), молодшим братом композитора Юрія Саєнка. 
В шкільному віці займався боксом (1975 року — чемпіон Львова серед школярів). Віршувати теж почав школярем. Учительці української мови й літератури Ганні Іванівні Довбуш завдячує знайомству з поезією Богдана-Ігоря Антонича.   
1978 року вступив на філологічний факультет Львівського державного університету імені Івана Франка, відділення української філології. З першого курсу відвідував університетську літературну студію Франкова кузня, літературне об'єднання «Гроно», брав участь у діяльності Клубу творчої молоді. Студентом підпрацьовував у нічних змінах санітаром бригади швидкої медичної допомоги. 
У вересні 1982 року познайомився з Миколою Рябчуком, який склав на нього значний вплив. В його колі познайомився з Юрієм Андруховичем, Юрієм Винничуком, майбутніми учасниками мистецького об'єднання «Шлях», відкрив для себе поезію Ігоря Калинця. 
1982 року опубліковано добірки віршів в республіканському літературному альманасі «Вітрила». 
1983 року — відбувши по закінченні вишу військові табори, виїхав за скеруванням учителем української мови та літератури ПТУ при шахті «Карбоніт» у місті Золоте Луганської області. Там пропрацював неповний навчальний рік. Листувався з Юрієм Андруховичем. 
Того ж 1983 року родина Небораків у Львові переселилася на вулицю Терешкової через захворювання молодшого сина Сашка на бронхіальну астму, що пов'язували з районом проживання обіч Погулянки. 
Повернувшись у липні 1984 року до Львова, викладав упродовж року у Львівському будівельному технікумі. В той час значний вплив на нього склала поезія Гійома Аполлінера у перекладі Миколи Лукаша, філософія Михаїла Бахтіна. Багато пише, спілкується з Миколою Рябчуком. Вірші Неборака, зокрема «Карколомні перевтілення» Микола Рябчук показав Юрію Андруховичу. 
Згодом влаштувався на роботу секретарем комсомольської організації Львівського державного медичного інституту. 
17 квітня 1985 року відбулася знакова подія — зустріч біля Львівської опери з Олександром Ірванцем, що приїхав з Рівного і з яким пообіцяв познайомити його Юрій Андрухович. Сам Андрухович утім прибути з Івано-Франківська не зміг. Позатим цей епізод вважається днем заснування «Бу-Ба-Бу» — одного з перших літературних угрупувань новітнього періоду, яке значною мірою вплинуло на розвиток української літератури. 
Наприкінці 1986 року вступив до аспірантури Інституту літератури імені Тараса Шевченка та переїхав до Києва. 7 липня 1987 року брав участь у напівпідпільному вшануванні пам'яті Богдана-Ігоря Антонича, з нагоди 50-х роковин його смерті, організованого Ігорем Калинцем. У грудні 1987 року у Києві відбувся перший творчий вечір поетів «Бу-Ба-Бу» у приміщенні Молодіжного театру за ініціативою тодішнього режисера театру Леся Танюка. Надалі проведено близько 30 вечорів у Києві, Львові та інших містах. 
По закінченні аспірантури у 1989 році, працював в Інституті літератури імені Тараса Шевченка старшим лаборантом. Від вересня 1991 року працював у львівському відділенні Інституту літератури молодшим науковим співробітником. Викладав зарубіжну літературу у Першій Львівській приватній гімназії. Від 2009 року — на посаді старшого наукового співробітника Інституту Івана Франка НАН України. Мешкає у Львові.

## Творчість
Один із засновників на учасник літературної групи «Бу-Ба-Бу», майстерні «Пси Святого Юра».
Автор поетичних збірок «Бурштиновий час» (1987), «Літаюча голова» (1990), «Alter Ego» (1993), «Розмова зі слугою» (1994), «Епос про тридцять п'яту хату» (1999), незавершеного роману «Пан Базьо та решта».
З середини 1990-х років найпомітнішим з літературних проєктів В. Неборака є «Третє тисячоліття» — серія літературних вечорів у Львові, до участі в яких запрошуються «письменники наживо», а сам автор проєкту поєднує організаційно-продюсерські функції з функціями ведучого та співрозмовника.

## Аналіз творчості

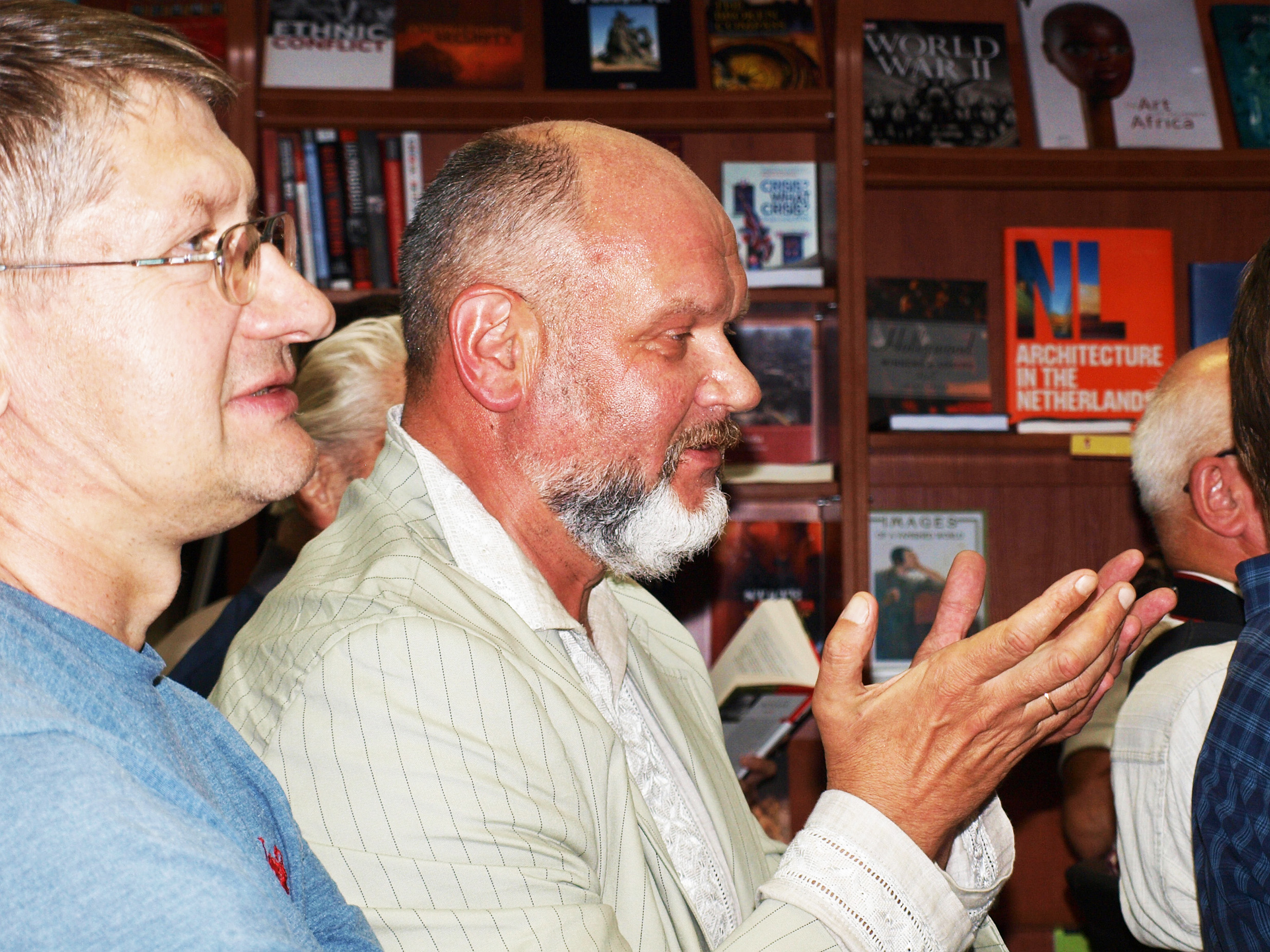
Віктор Неборак

Поетичну творчість Віктора Неборака переважно розглядають у ширшому контексті літературної групи «Бу-Ба-Бу», куди, крім нього, належать також Юрій Андрухович та Олександр Ірванець. І справді, Неборак є одним із співзасновників цієї групи, творцем самої його назви (абревіатура від запропонованої Андруховичем тріади «бурлеск — балаган — буфонада»), а в пародійно-іронічній бубабістській ієрархії Неборак носить звання Прокуратора.
Проте, як і кожна видатна літературна особистість, Неборак не завжди вкладається у виключно бубабістські стилістичні межі. Можна говорити про частково «перед-бубабістського» Неборака (збірка поезій «Бурштиновий час», 1987) — поета швидше романтичного, іноді навіть сентиментального, водночас уже із виразним іронічно-сміховим первнем і не менш виразним урбаністичним світовідчуттям. Уже з ранніх поетичних декларацій починаючи, одним із головних героїв Неборакової творчості стає його рідне місто Львів. З роками ця тенденція аж ніяк не ослабла, навпаки — стале і часте звертання Неборака до суто львівських тем і образів набуло ознак послідовної програмовості й навіть деякої нарочитості.
Своєрідним апогеєм Неборакового бубабізму стала збірка поезій «Літаюча голова» (1990) — напрочуд вітальна й поліфонічна «книжка-карнавал», у якій повною мірою розкриваються і щасливо поєднуються раблезіансько-ренесансовий світогляд автора і високотехнічна, часом навіть віртуозна манера віршування. Саме з моменту виходу «Літаючої голови» в українській літературній критиці починають говорити про постмодернізм і необароко. Особливої уваги, крім того, заслуговує концепційне засвоєння і переосмислення автором «Літаючої голови» тематичних площин і знаків масової молодіжної культури (сфера рок-музики, шоу-бізнесу, молодіжної моди, сленгові вкраплення в лексиці тощо).
Втім, паралельно із «Літаючою головою» писалася цілком не схожа стилістично збірка «Alter ego» (1993) — книжка переважно верліброва, за жанром лірико-медитативна, з претензією на екзистенційно-філософські узагальнення щодо «підвалин буття». Звичний для більшості читачів-шанувальників Неборак лише іноді впізнається з її сторінок завдяки черговому сплескові блискучої самоіронії, як наприклад, у вірші «Вечеря».
Збірка «Розмова зі слугою» (1994), задумана як своєрідне продовження карнавалу «Літаючої голови» на новому щаблі, в той же час засигналізувала досить поважні зміни в авторовому світовідчутті. За всієї зовнішньої грайливості й версифікаторської вишуканості (саме художньо-технічне оформлення збірки вирішувалось як елемент гри — зовні це мало бути щось на кшталт інтимного й писаного від руки зшитка) вона передусім свідчить про відчутне посерйознішання і поступове навернення автора до традиційно-консервативних, іноді навіть фундаменталістських вартостей.
Остаточно нова Неборакова поетична якість засвідчена у найостаннішій на сьогодні збірці «Епос про тридцять п'яту хату» (1999). Як задекларовано вже в анотації, ключовою для неї є «проблема вкорінення, відшукування екзистенціальних цінностей у межах малої батьківщини». Для «Епосу» характерне унаочнення принаймні кількох Неборакових творчих метаморфоз. Іронічність переросла в проповідництво, часом саркастичне, карнавальна поліфонія — у різного роду звернення, послання, листи та інші, сповнені риторики, відверто монологічні форми; богемно-легковажне, святкове сприймання життя — в переконане відстоювання традиційно християнських родинно-побутових основ.
Окремої розмови вартують експерименти Неборака з рок-музикою, здійснювані у першій половині 90-х років (аудіокасета «Неборок», 1995), а також його довготривалі проєкти «Реберітація» та «Третє тисячоліття», які відчутно вплинули на формування в сучасному Львові нового мистецько-літературного середовища.

## Доробок творів

### Поезія
- Бурштиновий час: Поезії. — Львів: Каменяр, 1987.
- Літаюча голова: Вірші. — К.: Молодь, 1990.
- Alter Ego: Поезії 1980-1990 років. — К.: Український письменник, 1993.
- Розмова зі слугою. — Івано-Франківськ, 1993.
- Доповнена біографія // Бу-Ба-Бу. Т.в.о. /…/ри. — Львів: Каменяр, 1995.
- Епос про тридцять п'яту хату. — Львів: Аз-Арт, 1999.
- Літостротон: книга зібраного. — Львів: Видавництво Львівської політехніки, 2001. — 504 с.
- «Літаюча голова» та інші вірші :: The Flying Head And Other Poems by Viktor Neborak. — Львів: Срібне слово, 2005. — 304 с.
- Повторення історій. — К.: Факт, 2005.
- Вірші з вулиці Виговського. — Львів: Срібне слово, 2009. — 116 с.
- Літаюча голова. Вибрані вірші. — К.: А-ба-ба-га-ла-ма-га, 2013. — 288 с.
- Колишній, інший… / автобіографічний текстиль — Львів: ЛА «Піраміда», 2013. — 188 с.

### Проза та есеї
- Повернення в Леополіс. — Львів: Класика, 1998.
- Введення у Бу-Ба-Бу. Хронопис кінця тисячоліття (есеїстика). — Львів: Класика, 2001. — 256 с.; 2-е видання: Львів, ЛА «Піраміда», 2003. — 216 с.
- Базилевс. Нововіднайдені розділи Львівської Книги Переміщень, переписаної 2005 року. — Львів: Срібне слово, 2006. — 192 с.
- А. Г. та інші речі (есейчики, популярна критика, дискурс). — Івано-Франківськ: Лілея-НВ, 2007. — 300 с.

### Монографії
- Перечитана «Енеїда»: спроба сенсовного прочитання «Енеїди» Івана Котляревського на тлі зіставлення її з «Енеїдою» Вергілія / Віктор Неборак; НАН України; Львівське відділення Інституту літератури імені Тараса Шевченка. — Львів: ЛВІЛШ-Астрон, 2001. — 282 с. — (Літературознавчі студії. Вип. 7)
- Повільне читання: Віршів Тараса Шевченка, Івана Франка, Павла Тичини, Евгена Маланюка, Богдана Ігоря Антонича та новел Василя Стефаника: монографія / Віктор Неборак; НАН України; Львівське відділення Інституту літератури імені Тараса Шевченка. — Львів, 2010. — 80 с. — (Літературознавчі студії. Вип. 15).
- Іван Франко: вершини і низини (інтерпретації вибраних віршів, циклів і поем зі збірки «З вершин і низин») / Віктор Неборак; відп. ред. Євген Нахлік; ДУ «Інститут Івана Франка НАН України». — Львів: Видавництво Львівської політехніки, 2016. — 224 с. — (Франкознавча серія; Вип. 15).

### Наукові статті
- Змістовий розгляд вірша Богдана Ігоря Антонича «Країна Благовіщення» / Неборак В. В. // «Мистецтво творять шал і розум». Творчість Богдана Ігоря Антонича: рецепції та інтерпретації: збірник наукових праць [серія «Українська філологія: Школи, постаті, проблеми», випуск 11] / Львівський національний університет ім. Івана Франка, кафедра літератури та порівняльного літературознавства. — Л., 2011. — Вип. 11. — С. 154–161.
- «Картка любові» (ліричний цикл) / Віктор Неборак // Іван Франко: Тексти. Факти. Інтерпретації: Збірник літературних праць / НАН України;  Інститут літератури імені Тараса Шевченка; Редкол.: М. Жулинський (голова) та ін.; Відп. І літ. ред. та упоряд. Є. Нахлік. — Київ; Львів, 2011. — Вип. 1. — С. 265–271.
- «Тюремні сонети» (ліричний цикл) / Віктор Неборак // Іван Франко: Тексти. Факти. Інтерпретації: Збірник літературних праць / НАН України;  Інститут літератури імені Тараса Шевченка; Редкол.: М. Жулинський (голова) та ін.; Відп. І літ. ред. та упоряд. Є. Нахлік. — Київ; Львів, 2011. — Вип. 1. — С. 272—291.

### Літературно-критичні статті, рецензії
- Польоти над узвозами сучасної української прози / Віктор Неборак // Критика прози: статті та есеї / В. Неборак, І. Котик, М. Котик-Чубінська, М. Барабаш, К. Левків; Львівське відділення Інституту літератури імені Тараса Шевченка НАН України. — Київ: Грані-Т, 2011. — С. 10–51.
- Уявні подорожі в минуле: Рец. на кн.: Содомора А. Сльози речей: Новели, образки, медитації. — Львів: ЛА «Піраміда», 2010 / Віктор Неборак // Критика прози: статті та есеї / В. Неборак, І. Котик, М. Котик-Чубінська, М. Барабаш, К. Левків; Львівське відділення Інституту літератури імені Тараса Шевченка НАН України. — Київ: Грані-Т, 2011. — С. 252–261.
- Слуга опиря з Добромиля. Спроба переказу: Рец. на кн.: Пагутяк Г. Слуга з Добромиля. Київ; Дуліби, 2006 / Віктор Неборак // Критика прози: статті та есеї / В. Неборак, І. Котик, М. Котик-Чубінська, М. Барабаш, К. Левків; Львівське відділення Інституту літератури імені Тараса Шевченка НАН України. — Київ: Грані-Т, 2011. — С. 206–224.
- Aвтограф Римарука / Віктор Неборак // Кур'єр Кривбасу. — 2012. — № 274–275. — С. 325–337.
- Знайомий незнайомець Тарас Мельничук / Віктор Неборак // Мельничук Т. Князь роси. Вибрані вірші / спогади, нариси. — Київ : А-ба-ба-га-ла-ма-га, 2012. — С. 250–260.
- Поет «останніх речей». Василь Герасим’юк і кінець міфології / Віктор Неборак // Літературна дефіляда. Сучасна українська критика про сучасну українську літературу. Бібліотека «ЛітАкценту». — Київ: Темпора, 2012. — С. 261–280.

## Відзнаки, премії, нагороди
- Лауреат літературної премії імені Павла Тичини (2002) за книгу поезій «Літостротон»[2];
- Нагороджений Почесною відзнакою Міністерства культури і мистецтв України «За багаторічну плідну працю в галузі культури» (2003)[2];
- Лауреат Всеукраїнської літературно-мистецької премії імені Братів Богдана та Левка Лепких (2007) за книгу прози «Базилевс»[2];
- Лауреат премії «Глодоський скарб» (2008)[2].
- Лауреат Міжнародної літературної премії імені Григорія Сковороди «Сад божественних пісень» (2016)[3].